# تیم ملی فوتبال زیر ۲۳ سال عمان
تیم ملی فوتبال زیر ۲۳ سال عمان (به انگلیسی: Oman national under-23 football team) تیم فوتبال جوانان کشور عمان است و زیر نظر فدراسیون فوتبال عمان فعالیت می‌کند. این تیم نمایندهٔ عمان در بازی‌های المپیک و بازی‌های آسیایی است.